# جان مک‌لین
جان مک‌لین (۱۹۲۳–۱۸۷۹) معلم مدرسهٔ اسکاتلندی، و مدرس آثار مارکسیستی و کنسول شوروی در اسکاتلند بود. معروف است که به یمن او، بسیاری از دانش‌آموزان او به فعالان سیاسی بدل می‌شدند.